# Seznam premiérů Dánska
Toto je seznam premiérů dánského království od založení této funkce v roce 1848.

## První ministři (1848–1855)
| Pořadí | Portrét | Jméno (narození–úmrtí)                | Vstup do úřadu    | Odchod z úřadu    | Strana     | Strana    | Volby | Vláda    | Panovník                  |
| ------ | ------- | ------------------------------------- | ----------------- | ----------------- | ---------- | --------- | ----- | -------- | ------------------------- |
| 1      |         | Adam Wilhelm Moltke (1785–1864)       | 22. března 1848   | 27. ledna 1852    |            | nestraník | —     | Moltke I | Frederik VII. (1848–1863) |
| 1      | —       | Adam Wilhelm Moltke (1785–1864)       | 22. března 1848   | 27. ledna 1852    | Moltke II  | nestraník |       |          | Frederik VII. (1848–1863) |
| 1      | 1849    | Adam Wilhelm Moltke (1785–1864)       | 22. března 1848   | 27. ledna 1852    | Moltke II  | nestraník |       |          | Frederik VII. (1848–1863) |
| 1      | —       | Adam Wilhelm Moltke (1785–1864)       | 22. března 1848   | 27. ledna 1852    | Moltke III | nestraník |       |          | Frederik VII. (1848–1863) |
| 1      | —       | Adam Wilhelm Moltke (1785–1864)       | 22. března 1848   | 27. ledna 1852    | Moltke IV  | nestraník |       |          | Frederik VII. (1848–1863) |
| 2      |         | Christian Albrecht Bluhme (1794–1866) | 27. ledna 1852    | 21. dubna 1853    |            | Højre     | 1852  | Bluhme I | Frederik VII. (1848–1863) |
| 2      | 1853    | Christian Albrecht Bluhme (1794–1866) | 27. ledna 1852    | 21. dubna 1853    |            | Højre     |       | Bluhme I | Frederik VII. (1848–1863) |
| 3      |         | Anders Sandøe Ørsted (1778–1860)      | 21. dubna 1853    | 12. prosince 1854 |            | nestraník | —     | Ørsted   | Frederik VII. (1848–1863) |
| 3      | 1853    | Anders Sandøe Ørsted (1778–1860)      | 21. dubna 1853    | 12. prosince 1854 |            | nestraník |       | Ørsted   | Frederik VII. (1848–1863) |
| 4      |         | Peter Georg Bang (1797–1861)          | 12. prosince 1854 | 12. října 1855    |            | nestraník | 1854  | Bang     | Frederik VII. (1848–1863) |

## Prezidenti rady (1855–1918)
| Pořadí | Portrét                    | Jméno (narození–úmrtí)                          | Vstup do úřadu    | Odchod z úřadu    | Strana         | Strana                      | Volby | Vláda                 | Panovník                  |
| ------ | -------------------------- | ----------------------------------------------- | ----------------- | ----------------- | -------------- | --------------------------- | ----- | --------------------- | ------------------------- |
| (4)    |                            | Peter Georg Bang (1797–1861)                    | 12. října 1855    | 18. října 1856    |                | nestraník                   | 1855  | Bang                  | Frederik VII. (1848–1863) |
| 5      |                            | Carl Christoffer Georg Andræ (1812–1893)        | 18. října 1856    | 13. května 1857   |                | Bondevennerne               | —     | Andræ                 | Frederik VII. (1848–1863) |
| 6      |                            | Carl Christian Hall (1812–1888)                 | 13. května 1857   | 2. prosince 1859  |                | Národní liberálové          | —     | Hall I                | Frederik VII. (1848–1863) |
| 6      | 1858                       | Carl Christian Hall (1812–1888)                 | 13. května 1857   | 2. prosince 1859  |                | Národní liberálové          |       | Hall I                | Frederik VII. (1848–1863) |
| 7      |                            | Carl Edvard Rotwitt (1812–1860)                 | 2. prosince 1859  | 8. února 1860     |                | Bondevennerne               | —     | Rotwitt               | Frederik VII. (1848–1863) |
| (6)    |                            | Carl Christian Hall (1812–1888)                 | 24. února 1860    | 31. prosince 1863 |                | Národní liberálové          | —     | Hall II               | Frederik VII. (1848–1863) |
| (6)    | 1861                       | Carl Christian Hall (1812–1888)                 | 24. února 1860    | 31. prosince 1863 |                | Národní liberálové          |       | Hall II               | Frederik VII. (1848–1863) |
| (6)    | Kristián IX. (1863–1906)   | Carl Christian Hall (1812–1888)                 | 24. února 1860    | 31. prosince 1863 |                | Národní liberálové          |       | Hall II               |                           |
| 8      |                            | Ditlev Gothard Monrad (1811–1887)               | 31. prosince 1863 | 11. července 1864 |                | Národní liberálové          | —     | Monrad                |                           |
| (2)    |                            | Christian Albrecht Bluhme (1794–1866)           | 11. července 1864 | 6. listopadu 1865 |                | Højre                       | 1864  | Bluhme II             |                           |
| 9      |                            | Christian Emil Krag-Juel-Vind-Frijs (1817–1896) | 6. listopadu 1865 | 28. května 1870   |                | Konzervativní lidová strana | —     | Frijs                 |                           |
| 9      | 1866 I                     | Christian Emil Krag-Juel-Vind-Frijs (1817–1896) | 6. listopadu 1865 | 28. května 1870   |                | Konzervativní lidová strana |       | Frijs                 |                           |
| 9      | 1866 II                    | Christian Emil Krag-Juel-Vind-Frijs (1817–1896) | 6. listopadu 1865 | 28. května 1870   |                | Konzervativní lidová strana |       | Frijs                 |                           |
| 9      | 1869                       | Christian Emil Krag-Juel-Vind-Frijs (1817–1896) | 6. listopadu 1865 | 28. května 1870   |                | Konzervativní lidová strana |       | Frijs                 |                           |
| 10     |                            | Ludvig Holstein-Holsteinborg (1815–1892)        | 28. května 1870   | 14. července 1874 |                | Centre                      | —     | Holstein-Holsteinborg |                           |
| 10     | 1872                       | Ludvig Holstein-Holsteinborg (1815–1892)        | 28. května 1870   | 14. července 1874 |                | Centre                      |       | Holstein-Holsteinborg |                           |
| 10     | 1873                       | Ludvig Holstein-Holsteinborg (1815–1892)        | 28. května 1870   | 14. července 1874 |                | Centre                      |       | Holstein-Holsteinborg |                           |
| 11     |                            | Christen Andreas Fonnesbech (1817–1880)         | 14. července 1874 | 11. června 1875   |                | Konzervativní lidová strana | —     | Fonnesbech            |                           |
| 12     |                            | Jacob Brønnum Scavenius Estrup (1825–1913)      | 11. června 1875   | 7. srpna 1894     |                | Konzervativní lidová strana | —     | Estrup                |                           |
| 12     | 1876                       | Jacob Brønnum Scavenius Estrup (1825–1913)      | 11. června 1875   | 7. srpna 1894     |                | Konzervativní lidová strana |       | Estrup                |                           |
| 12     | 1879                       | Jacob Brønnum Scavenius Estrup (1825–1913)      | 11. června 1875   | 7. srpna 1894     |                | Konzervativní lidová strana |       | Estrup                |                           |
| 12     |                            | Jacob Brønnum Scavenius Estrup (1825–1913)      | 11. června 1875   | 7. srpna 1894     | Højre          | 1881 I                      |       | Estrup                |                           |
| 12     | 1881 II                    | Jacob Brønnum Scavenius Estrup (1825–1913)      | 11. června 1875   | 7. srpna 1894     | Højre          |                             |       | Estrup                |                           |
| 12     | 1884                       | Jacob Brønnum Scavenius Estrup (1825–1913)      | 11. června 1875   | 7. srpna 1894     | Højre          |                             |       | Estrup                |                           |
| 12     | 1887                       | Jacob Brønnum Scavenius Estrup (1825–1913)      | 11. června 1875   | 7. srpna 1894     | Højre          |                             |       | Estrup                |                           |
| 12     | 1890                       | Jacob Brønnum Scavenius Estrup (1825–1913)      | 11. června 1875   | 7. srpna 1894     | Højre          |                             |       | Estrup                |                           |
| 12     | 1892                       | Jacob Brønnum Scavenius Estrup (1825–1913)      | 11. června 1875   | 7. srpna 1894     | Højre          |                             |       | Estrup                |                           |
| 13     |                            | Tage Reedtz-Thott (1839–1923)                   | 7. srpna 1894     | 23. května 1897   |                | Højre                       | —     | Reedtz-Thott          |                           |
| 13     | 1895                       | Tage Reedtz-Thott (1839–1923)                   | 7. srpna 1894     | 23. května 1897   |                | Højre                       |       | Reedtz-Thott          |                           |
| 14     |                            | Hugo Egmont Hørring (1842–1909)                 | 23. května 1897   | 27. dubna 1900    |                | Højre                       | —     | Hørring               |                           |
| 14     | 1898                       | Hugo Egmont Hørring (1842–1909)                 | 23. května 1897   | 27. dubna 1900    |                | Højre                       |       | Hørring               |                           |
| 15     |                            | Hannibal Sehested (1842–1909)                   | 27. dubna 1900    | 24. července 1901 |                | Højre                       | —     | Sehested              |                           |
| 16     |                            | Johan Henrik Deuntzer (1845–1918)               | 24. července 1901 | 14. ledna 1905    |                | Venstre                     | 1901  | Deuntzer              |                           |
| 16     | 1903                       | Johan Henrik Deuntzer (1845–1918)               | 24. července 1901 | 14. ledna 1905    |                | Venstre                     |       | Deuntzer              |                           |
| 17     |                            | Jens Christian Christensen (1856–1930)          | 14. ledna 1905    | 12. října 1908    |                | Venstre                     | —     | Christensen I         |                           |
| 17     | Frederik VIII. (1906–1912) | Jens Christian Christensen (1856–1930)          | 14. ledna 1905    | 12. října 1908    |                | Venstre                     | —     | Christensen I         |                           |
| 17     | 1906                       | Jens Christian Christensen (1856–1930)          | 14. ledna 1905    | 12. října 1908    | Christensen II | Venstre                     |       |                       |                           |
| 18     |                            | Niels Neergaard (1854–1936)                     | 12. října 1908    | 16. srpna 1909    |                | Venstre                     | —     | Neergaard I           |                           |
| 19     |                            | Ludvig Holstein-Ledreborg (1839–1912)           | 16. srpna 1909    | 28. října 1909    |                | Venstre                     | 1909  | Holstein-Ledreborg    |                           |
| 20     |                            | Carl Theodor Zahle (1866–1946)                  | 28. října 1909    | 5. července 1910  |                | Radikální liberální strana  | —     | Zahle I               |                           |
| 21     |                            | Klaus Berntsen (1844–1927)                      | 5. července 1910  | 21. června 1913   |                | Venstre                     | 1910  | Berntsen              |                           |
| 21     | Kristián X. (1912–1947)    | Klaus Berntsen (1844–1927)                      | 5. července 1910  | 21. června 1913   |                | Venstre                     | 1910  | Berntsen              |                           |
| (20)   |                            | Carl Theodor Zahle (1866–1946)                  | 21. června 1913   | 20. dubna 1918    |                | Radikální liberální strana  | 1913  | Zahle II              |                           |

## Státní ministři (od 1918)
| Pořadí                                                                 | Portrét                  | Jméno (narození–úmrtí)                | Nástup do úřadu    | Odchod z úřadu     | Strana              | Strana                      | Volby  | Vláda              | Panovník                |
| ---------------------------------------------------------------------- | ------------------------ | ------------------------------------- | ------------------ | ------------------ | ------------------- | --------------------------- | ------ | ------------------ | ----------------------- |
| (20)                                                                   |                          | Carl Theodor Zahle (1866–1946)        | 21. dubna 1918     | 30. března 1920    |                     | Radikální liberální strana  | —      | Zahle II           | Kristián X. (1912–1947) |
| (20)                                                                   | 1918                     | Carl Theodor Zahle (1866–1946)        | 21. dubna 1918     | 30. března 1920    |                     | Radikální liberální strana  |        | Zahle II           | Kristián X. (1912–1947) |
| 22                                                                     |                          | Otto Liebe (1860–1929)                | 30. března 1920    | 5. dubna 1920      |                     | nestraník                   | —      | Liebe              | Kristián X. (1912–1947) |
| 23                                                                     |                          | Michael Pedersen Friis (1857–1944)    | 5. dubna 1920      | 5. května 1920     |                     | nestraník                   | —      | Friis              | Kristián X. (1912–1947) |
| (18)                                                                   |                          | Niels Neergaard (1854–1936)           | 5. května 1920     | 23. dubna 1924     |                     | Venstre                     | 1920 I | Neergaard II       | Kristián X. (1912–1947) |
| (18)                                                                   | 1920 II                  | Niels Neergaard (1854–1936)           | 5. května 1920     | 23. dubna 1924     |                     | Venstre                     |        | Neergaard II       | Kristián X. (1912–1947) |
| (18)                                                                   | 1920 III                 | Niels Neergaard (1854–1936)           | 5. května 1920     | 23. dubna 1924     |                     | Venstre                     |        | Neergaard II       | Kristián X. (1912–1947) |
| (18)                                                                   | —                        | Niels Neergaard (1854–1936)           | 5. května 1920     | 23. dubna 1924     | Neergaard III       | Venstre                     |        |                    | Kristián X. (1912–1947) |
| 24                                                                     |                          | Thorvald Stauning (1873–1942)         | 23. dubna 1924     | 14. prosince 1926  |                     | Sociální demokraté          | 1924   | Stauning I         | Kristián X. (1912–1947) |
| 25                                                                     |                          | Thomas Madsen-Mygdal (1876–1943)      | 14. prosince 1926  | 30. dubna 1929     |                     | Venstre                     | 1926   | Madsen-Mygdal      | Kristián X. (1912–1947) |
| (24)                                                                   |                          | Thorvald Stauning (1873–1942)         | 30. dubna 1929     | 3. května 1942     |                     | Sociální demokraté          | 1929   | Stauning II        | Kristián X. (1912–1947) |
| (24)                                                                   | 1932                     | Thorvald Stauning (1873–1942)         | 30. dubna 1929     | 3. května 1942     |                     | Sociální demokraté          |        | Stauning II        | Kristián X. (1912–1947) |
| (24)                                                                   | 1935                     | Thorvald Stauning (1873–1942)         | 30. dubna 1929     | 3. května 1942     | Stauning III        | Sociální demokraté          |        |                    | Kristián X. (1912–1947) |
| (24)                                                                   | 1939                     | Thorvald Stauning (1873–1942)         | 30. dubna 1929     | 3. května 1942     | Stauning IV         | Sociální demokraté          |        |                    | Kristián X. (1912–1947) |
| (24)                                                                   | —                        | Thorvald Stauning (1873–1942)         | 30. dubna 1929     | 3. května 1942     | Stauning V          | Sociální demokraté          |        |                    | Kristián X. (1912–1947) |
| (24)                                                                   | —                        | Thorvald Stauning (1873–1942)         | 30. dubna 1929     | 3. května 1942     | Stauning VI         | Sociální demokraté          |        |                    | Kristián X. (1912–1947) |
| 26                                                                     |                          | Vilhelm Buhl (1881–1954)              | 4. května 1942     | 9. listopadu 1942  |                     | Sociální demokraté          | —      | Buhl I             | Kristián X. (1912–1947) |
| 27                                                                     |                          | Erik Scavenius (1877–1962)            | 9. listopadu 1942  | 29. srpna 1943     |                     | nestraník                   | —      | Scavenius          | Kristián X. (1912–1947) |
| 27                                                                     | 1943                     | Erik Scavenius (1877–1962)            | 9. listopadu 1942  | 29. srpna 1943     |                     | nestraník                   |        | Scavenius          | Kristián X. (1912–1947) |
| Mezi 29. srpnem 1943 až 5. květnem 1945 standardní vláda neexistovala. |                          |                                       |                    |                    |                     |                             |        |                    | Kristián X. (1912–1947) |
| (26)                                                                   |                          | Vilhelm Buhl (1881–1954)              | 5. května 1945     | 7. listopadu 1945  |                     | Sociální demokraté          | —      | Buhl II            | Kristián X. (1912–1947) |
| 28                                                                     |                          | Knud Kristensen (1880–1962)           | 7. listopadu 1945  | 13. listopadu 1947 |                     | Venstre                     | 1945   | Kristensen         | Kristián X. (1912–1947) |
| 28                                                                     | Frederik IX. (1947–1972) | Knud Kristensen (1880–1962)           | 7. listopadu 1945  | 13. listopadu 1947 |                     | Venstre                     | 1945   | Kristensen         |                         |
| 29                                                                     |                          | Hans Hedtoft (1903–1955)              | 13. listopadu 1947 | 30. října 1950     |                     | Sociální demokraté          | 1947   | Hedtoft I          |                         |
| 30                                                                     |                          | Erik Eriksen (1902–1972)              | 30. října 1950     | 30. září 1953      |                     | Venstre                     | 1950   | Eriksen            |                         |
| 30                                                                     | 1953                     | Erik Eriksen (1902–1972)              | 30. října 1950     | 30. září 1953      |                     | Venstre                     |        | Eriksen            |                         |
| (29)                                                                   |                          | Hans Hedtoft (1903–1955)              | 30. září 1953      | 29. ledna 1955     |                     | Sociální demokraté          | 1953   | Hedtoft II         |                         |
| 31                                                                     |                          | Hans Christian Hansen (1906–1960)     | 1. února 1955      | 19. února 1960     |                     | Sociální demokraté          | —      | Hansen I           |                         |
| 31                                                                     | 1957                     | Hans Christian Hansen (1906–1960)     | 1. února 1955      | 19. února 1960     | Hansen II           | Sociální demokraté          |        |                    |                         |
| 32                                                                     |                          | Viggo Kampmann (1910–1976)            | 21. února 1960     | 3. září 1962       |                     | Sociální demokraté          | —      | Kampmann I         |                         |
| 32                                                                     | 1960                     | Viggo Kampmann (1910–1976)            | 21. února 1960     | 3. září 1962       | Kampmann II         | Sociální demokraté          |        |                    |                         |
| 33                                                                     |                          | Jens Otto Krag (1914–1978)            | 3. září 1962       | 2. února 1968      |                     | Sociální demokraté          | —      | Krag I             |                         |
| 33                                                                     | 1964                     | Jens Otto Krag (1914–1978)            | 3. září 1962       | 2. února 1968      | Krag II             | Sociální demokraté          |        |                    |                         |
| 34                                                                     |                          | Hilmar Baunsgaard (1920–1989)         | 2. února 1968      | 11. října 1971     |                     | Radikální liberální strana  | 1968   | Baunsgaard         |                         |
| (33)                                                                   |                          | Jens Otto Krag (1914–1978)            | 11. října 1971     | 5. řéjna 1972      |                     | Sociální demokraté          | 1971   | Krag III           |                         |
| (33)                                                                   | Markéta II. (since 1972) | Jens Otto Krag (1914–1978)            | 11. října 1971     | 5. řéjna 1972      |                     | Sociální demokraté          | 1971   | Krag III           |                         |
| 35                                                                     |                          | Anker Jørgensen (1922–2016)           | 5. října 1972      | 19. prosince 1973  |                     | Sociální demokraté          | —      | Jørgensen I        |                         |
| 36                                                                     |                          | Poul Hartling (1914–2000)             | 19. prosince 1973  | 13. února 1975     |                     | Venstre                     | 1973   | Hartling           |                         |
| (35)                                                                   |                          | Anker Jørgensen (1922–2016)           | 13. února 1975     | 10. září 1982      |                     | Sociální demokraté          | 1975   | Jørgensen II       |                         |
| (35)                                                                   | 1977                     | Anker Jørgensen (1922–2016)           | 13. února 1975     | 10. září 1982      |                     | Sociální demokraté          |        | Jørgensen II       |                         |
| (35)                                                                   | —                        | Anker Jørgensen (1922–2016)           | 13. února 1975     | 10. září 1982      | Jørgensen III       | Sociální demokraté          |        |                    |                         |
| (35)                                                                   | 1979                     | Anker Jørgensen (1922–2016)           | 13. února 1975     | 10. září 1982      | Jørgensen IV        | Sociální demokraté          |        |                    |                         |
| (35)                                                                   | 1981                     | Anker Jørgensen (1922–2016)           | 13. února 1975     | 10. září 1982      | Jørgensen V         | Sociální demokraté          |        |                    |                         |
| 37                                                                     |                          | Poul Schlüter (1929–2021)             | 10. září 1982      | 25. ledna 1993     |                     | Konzervativní lidová strana | —      | Schlüter I         |                         |
| 37                                                                     | 1984                     | Poul Schlüter (1929–2021)             | 10. září 1982      | 25. ledna 1993     |                     | Konzervativní lidová strana |        | Schlüter I         |                         |
| 37                                                                     | 1987                     | Poul Schlüter (1929–2021)             | 10. září 1982      | 25. ledna 1993     | Schlüter II         | Konzervativní lidová strana |        |                    |                         |
| 37                                                                     | 1988                     | Poul Schlüter (1929–2021)             | 10. září 1982      | 25. ledna 1993     | Schlüter III        | Konzervativní lidová strana |        |                    |                         |
| 37                                                                     | 1990                     | Poul Schlüter (1929–2021)             | 10. září 1982      | 25. ledna 1993     | Schlüter IV         | Konzervativní lidová strana |        |                    |                         |
| 38                                                                     |                          | Poul Nyrup Rasmussen (* 1943)         | 25. ledna 1993     | 27. listopadu 2001 |                     | Sociální demokraté          | —      | P. N. Rasmussen I  |                         |
| 38                                                                     | 1994                     | Poul Nyrup Rasmussen (* 1943)         | 25. ledna 1993     | 27. listopadu 2001 | P. N. Rasmussen II  | Sociální demokraté          |        |                    |                         |
| 38                                                                     | —                        | Poul Nyrup Rasmussen (* 1943)         | 25. ledna 1993     | 27. listopadu 2001 | P. N. Rasmussen III | Sociální demokraté          |        |                    |                         |
| 38                                                                     | 1998                     | Poul Nyrup Rasmussen (* 1943)         | 25. ledna 1993     | 27. listopadu 2001 | P. N. Rasmussen IV  | Sociální demokraté          |        |                    |                         |
| 39                                                                     |                          | Anders Fogh Rasmussen (* 1953)        | 27. listopadu 2001 | 5. dubna 2009      |                     | Venstre                     | 2001   | A. F. Rasmussen I  |                         |
| 39                                                                     | 2005                     | Anders Fogh Rasmussen (* 1953)        | 27. listopadu 2001 | 5. dubna 2009      | A. F. Rasmussen II  | Venstre                     |        |                    |                         |
| 39                                                                     | 2007                     | Anders Fogh Rasmussen (* 1953)        | 27. listopadu 2001 | 5. dubna 2009      | A. F. Rasmussen III | Venstre                     |        |                    |                         |
| 40                                                                     |                          | Lars Løkke Rasmussen (* 1964)         | 5. dubna 2009      | 3. října 2011      |                     | Venstre                     | —      | L. L. Rasmussen I  |                         |
| 41                                                                     |                          | Helle Thorningová-Schmidtová (* 1966) | 3. října 2011      | 28. června 2015    |                     | Sociální demokraté          | 2011   | Thorning-Schmidt I |                         |
| 41                                                                     | —                        | Helle Thorningová-Schmidtová (* 1966) | 3. října 2011      | 28. června 2015    | Thorning-Schmidt II | Sociální demokraté          |        |                    |                         |
| (40)                                                                   |                          | Lars Løkke Rasmussen (* 1964)         | 28. června 2015    | 27. června 2019    |                     | Venstre                     | 2015   | L. L. Rasmussen II |                         |
| (40)                                                                   | —                        | Lars Løkke Rasmussen (* 1964)         | 28. června 2015    | 27. června 2019    | L. L. Rasmussen III | Venstre                     |        |                    |                         |
| 42                                                                     |                          | Mette Frederiksenová (* 1977)         | 27. června 2019    |                    |                     | Sociální demokraté          | 2019   | Frederiksen I      |                         |
| 42                                                                     | 2022                     | Mette Frederiksenová (* 1977)         | 27. června 2019    | Frederiksen II     |                     | Sociální demokraté          |        |                    |                         |